# Beach Boys' Party!
Beach Boys' Party! es el décimo álbum de estudio de The Beach Boys, el tercero de 1965, y grabado para le temporada de Navidad del citado año. La obra está compuesta por canciones de otras bandas como The Beatles con instrumentos acústicos. El álbum alcanzó el puesto n.º 6  en Estados Unidos permaneciendo en lista por 24 semanas, siendo mejor aún en el Reino Unido alcanzando el n.º 3 en marzo de 1966. La edición original venía con una hoja de fotografías de la banda en una fiesta. Es considerado el primer unplugged de la historia del rock.
El 20 de noviembre de 2015, Capitol editó una versión expandida de 81 pistas titulado Beach Boys' Party! Uncovered and Unplugged, que contiene el álbum original sin efectos sin sobregrabaciones seguido de una selección de outcakes seleccionados de las cinco sesiones de grabación originales del álbum.

## Antecedentes y grabación
En agosto, después del lanzamiento de Summer Days (and Summer Nights!!), el líder de los Beach Boys, Brian Wilson, estaba contemplando su próximo trabajo en el estudio, que se convertiría en Pet Sounds. Capitol solicitó un nuevo álbum para la temporada navideña. Desde que Christmas Album había sido editado el año anterior, y como ya se había lanzado un álbum en vivo con Beach Boys Concert, se optó por la idea de 'una fiesta en vivo' para reflejar el espíritu de unión en las fiestas. Esporádicamente durante septiembre, la banda y sus amigos ensayaron éxitos actuales y más antiguos (incluyendo una versión de "Papa-Oom-Mow-Mow" de The Rivington). Aunque se presentó como una grabación improvisada en vivo de un grupo continuo de canciones reproducidas en una fiesta pequeña, las canciones fueron grabadas y mezcladas individualmente en un estudio de sonido como cualquier álbum de estudio regular, mientras que los sonidos de fondo como las risas y las charlas, se mezclaron durante la postproducción.
El álbum incluía versiones de "Tell Me Why", "You've Got to Hide Your Love Away" y "I Should Have Known Better" de The Beatles; "Devoted to You" por Everly Brothers; y "There's No Other (Like My Baby)", una producción de Phil Spector, además de las parodias de sus propios éxitos "I Get Around" y "Little Deuce Coupe". David Leaf señaló: "En una época en que las estrellas de rock estaban empezando a tomarse en serio a sí mismos, los Beach Boys mostraron lo natural que era para ellos burlarse de sí mismos".
El autor Geoffrey Himes escribió que el tema del partido se creó para justificar los arreglos casuales. El teórico musical Daniel Harrison escribe: "La fiesta fue un ejercicio de producción minimalista ... Las actuaciones parecen no ensayadas, el soporte instrumental es mínimo (guitarra acústica, bongó, pandereta), y bromeando (risa, canto afectado, conversación de fondo) impregna cada canción". Fue la primera exploración de [Brian] Wilson en "pistas de fiesta", una forma de música que incluye los sonidos de gente gritando y haciendo ruidos como en una fiesta. Luego continuaría este enfoque con Smiley Smile en 1967.
Otras canciones también se grabaron, pero no se pusieron en el álbum. Esto incluyó interpretaciones de "Ruby Baby" de Drifters, la canción "Ticket to Ride" de The Beatles, "Satisfaction" de The Rolling Stones", "Blowin' in the Win" de Bob Dylan", "Riot In Cell Block #9" de Robins, y varias otras canciones, todas las cuales fueron lanzadas en su remix expandido de 2015.
Beach Boys' Party! alcanzó el puesto n.º 6 en Estados Unidos y en el Reino Unido alcanzó el puesto n.º 3 a principios de 1966, el hecho que un álbum tenga mejor posición en el país anglosajón que en los Estados Unidos se daría por los siguientes diez años aproximadamente, y de la misma forma sucedería con sus sencillos.

## Promoción
El lanzamiento original de Party! incluía una hoja de fotografías de la banda en una fiesta. Con el fin de promover el álbum, Capitol distribuyó a los concesionarios un millón de bolsas de papas fritas que llevaban la portada del álbum en el paquete. El sello también coordinó un exhibidor de piso en movimiento que contenía cinco LP de The Beach Boys, serpentinas a todo color para escaparates y publicidad a gran escala en la radio y los periódicos.

## Recepción
Billboard evaluó que Party! tendría un gran potencial de ventas: "Los chicos tienen una gran actuación en este programa íntimo, improvisado ... [un] emocionante paquete de discoteca".
En noviembre de 1965, The Beach Boys editaron el sencillo "The Little Girl I Once Knew", su primer sencillo que no se incluía en ningún álbum de estudio. El corte utilizaba repetidos silencios y se dice que fue rechazado por los programadores de radio para evitar tener espacios de "aire muerto" en sus emisiones de radio, este hecho ha sido citado como uno de los responsables de que el corte haya caído al puesto 20 en Estados Unidos. Todavía queriendo pasar material nuevo de la banda, los disc jockeys de radio de todo Estados Unidos pasaban la última canción de Party! directamente del LP, una versión de "Barbara Ann" de Regents. Después de haber recibido una buena respuesta de los oyentes, "Barbara Ann" se editó rápidamente como sencillo por Capitol, cuando empezaron a escuchar a los programadores de radio, y se convirtió en un éxito número 2 a principios de 1966.

### Reseñas retrospectivas
Richie Unterberger escribió: "En los últimos años, este disco ha ido encima de algunas muescas en la estima crítica, elogiado por su sensación de libertad, casual y comprensión de las influencias del grupo. De manera realista, sin embargo, su atractivo actual recae principalmente en los entusiastas del grupo, tan divertido y atractivo como es. Otros encontrarán el material desgastado en algunos lugares y la presentación demasiado cursi". El escritor Jim Fusilli dijo: "Se burlan de 'I Get Around' y 'Little Deuce Coupe'. Imagínese haciendo eso, burlándose de su propio trabajo, música que algunas personas aprecian". Mitchell Cohen de la publicación Best Classic Bands escribió que Party! tiene reminiscencia de las sesiones de Get Back de The Beatles que del primer álbum unplugged, observando: "Brian está allí, pero no hace mucho, ... El crédito de [su producción] parece casi insultante, porque en su mayor parte el show es de Mike, más aún en las sesiones desnudas ... Carl y Dennis se aferran a las melodías de los Beatles como una balsa salvavidas, y Brian está en la esquina. Esta no es su fiesta, pero tendrá que limpiar cuando haya terminado".

## Influencia
From the Muddy Banks of the Wishkah una compilación de 1996 en vivo de Estados Unidos de Nirvana, tiene una portada similar por su combinación de colores.
En 1997 el grupo de rock de independiente canadiense Sloan, publicó un EP titulado Live at a Sloan Party!.

## Lista de canciones
| Lado A |                                                                               |                          |          |  |
| N.º    | Título                                                                        | Vocalista principal      | Duración |  |
| 1.     | «Hully Gully» (Fred Smith y Cliff Goldsmith)                                  | Mike Love                | 2:22     |  |
| 2.     | «I Should Have Known Better» (John Lennon y Paul McCartney)                   | Carl Wilson y Al Jardine | 1:40     |  |
| 3.     | «Tell Me Why» (John Lennon y Paul McCartney)                                  | Carl Wilson y Al Jardine | 1:46     |  |
| 4.     | «Papa-Oom-Mow-Mow» (Carl White, Al Frazier, Sonny Harris y Turner Wilson Jr.) | Brian Wilson y Mike Love | 2:18     |  |
| 5.     | «Mountain of Love» (Harold Dorman)                                            | Mike Love                | 2:51     |  |
| 6.     | «You've Got to Hide Your Love Away» (John Lennon y Paul McCartney)            | Dennis Wilson            | 2:56     |  |

| Lado B |                                                                                       |                                                                  |          |  |
| N.º    | Título                                                                                | Vocalista principal                                              | Duración |  |
| 1.     | «Devoted To You» (Boudleaux Bryant)                                                   | Mike Love y Brian Wilson                                         | 2:13     |  |
| 2.     | «Alley Oop» (Dallas Frazier)                                                          | Mike Love                                                        | 2:56     |  |
| 3.     | «There's No Other (Like My Baby)» (Phil Spector y Leroy Bates)                        | Brian Wilson                                                     | 3:05     |  |
| 4.     | «Mezcla: I Get Around/Little Deuce Coupe» (Brian Wilson, Mike Love y Roger Christian) | Brian Wilson, Dennis Wilson, Mike Love, Al Jardine y Carl Wilson | 3:12     |  |
| 5.     | «The Times They Are a-Changin'» (Bob Dylan)                                           | Al Jardine                                                       | 2:23     |  |
| 6.     | «Barbara Ann» (Fred Fassert)                                                          | Brian Wilson y Dean Torrence de Jan and Dean                     | 3:23     |  |

## Reediciones
En 1990, Beach Boys' Party! fue reeditado en CD con el álbum de pistas instrumentales Stack-O-Tracks, junto a pistas instrumentales adicionales, las cuales son "Help Me, Rhonda", "California Girls" y "Our Car Club". En 2012, se editó por primera vez una versión en estéreo del álbum.
El 27 de noviembre de 2015 se editó una versión extendida del álbum titulada Beach Boys' Party! Uncovered and Unplugged, con 81 canciones. En esta edición se han eliminado los efectos del álbum original, tanto la edición en CD como la digital incluyen fotografías de las sesiones, y diálogos con los historiadores de The Beach Boys Alan Boyd y Craig Slowinski, además de notas con el productor Mark Linett. A su vez se editara una versión en disco de vinilo de Uncovered and Unplugged con los doce temas originales, remezclados y remasterizados el 11 de diciembre de 2015.

## Nota
1. ↑  "Yellow Submarine" de The Beatles y "Rainy Day Women ♯12 & 35" de Bob Dylan (1966) son ejemplos similares de canciones con ambientación a fiestas.[11]